# Sites van de Tusi
De sites van de Tusi zijn een verzameling van drie bouwwerken in China die getuigt van het Tusi-systeem en hiervoor erkend werd als UNESCO-werelderfgoed. Het betreft Laosicheng, Tangya en het fort van Hailongtun. 
Dit erfgoed, gelegen in de bergachtige gebieden van Zuidwest-China, omvat bouwwerken van verschillende volken waarvan de leiders door de centrale regering werden aangesteld als 'Tusi', erfelijke heersers uit de 13e tot begin 20e eeuw. Het Tusi-systeem kwam voort uit de dynastieke regeringssystemen van de etnische minderheden in Zuid-Centraal en Zuidwest-China die teruggaan tot de 3e eeuw v.Chr. Het doel was om het nationale bestuur te verenigen en tegelijkertijd de etnische minderheden in staat te stellen hun gewoonten en levenswijze te behouden met een zekere mate van politieke autonomie. 
De sites van Laosicheng, Tangya en het fort van Hailongtun, die deel uitmaken van het erfgoed, getuigen uitzonderlijk van deze vorm van bestuur, die is afgeleid van de Chinese beschaving van de Yuan- en Ming-dynastieën.
- Laosicheng in het huidige Hunan was de hoofdstad van de Peng Tusi van 1135 tot 1724 en is de grootste en best bewaarde van de oude Tusi-steden. De Peng Tusi regeerden over een gebied van voornamelijk Tujia en behoorden tot de hogere rangen van het Tusi-systeem, die een groot gebied bestuurden.
- Het fort van Hailongtun in het huidige Hubei werd gesticht tijdens de Song-dynastie in 1257 en was een bolwerk van het Bozhou-rijk voordat het in 1601 werd overgegeven. Net als de Peng Tusi in Laosicheng, waren de heersers van Bozhou hooggeplaatste tusi en regeerden ze een groot gebied, waar Gelao en Miao woonden.
- Tangya bij het huidige Zunyi was de hoofdstad van de Qin Tusi, die vier eeuwen lang over 600 vierkante kilometer regeerden. Het werd gebouwd in 1355 en verlaten in 1735. In tegenstelling tot de andere twee sites is Tangya relatief klein, wat aangeeft dat de Qin Tusi veel minder prestigieus waren dan de heersers op de andere twee sites.

De archeologische vindplaatsen met de omliggende bufferzone, voor een totale oppervlakte van 3.906,61 hectare, werden op 3 juli 2015 tijdens de 39e sessie van de Commissie voor het Werelderfgoed in Bonn erkend als UNESCO cultureel werelderfgoed en onder de titel "Sites van de Tusi" aan de werelderfgoedlijst toegevoegd.